# 接束

インフォーマルには、多様体（この場合円）の接束はすべての接空間を考え（上）それらを滑らかに重ならないようにつなげる（下）ことによって得られる。

微分幾何学において、可微分多様体 M の接束（せっそく、英: tangent bundle, 接バンドル、タンジェントバンドル）は M の接空間の非交和である。つまり、
{\displaystyle TM:=\bigsqcup _{x\in M}T_{x}M=\bigcup _{x\in M}(\{x\}\times T_{x}M)=\bigcup _{x\in M}\{(x,v)\mid v\in T_{x}M\}.}
ただし TxM は M の点 x における接空間を表す。なので、TM の元は対 (x, v)、ただし x は M の点で v は M の x における接ベクトル、と考えることができる。π(x, v) = x で定義される自然な射影
{\displaystyle \pi :TM\twoheadrightarrow M}
が存在する。この射影は各接空間 TxM を一点 x に写像する。
接束には（下のセクションで記述される）自然な位相が入る。この位相によって、多様体の接束はベクトル束（ファイバーがベクトル空間であるファイバー束）の典型的な例である。TM の断面は M 上のベクトル場であり、TM の双対束は余接束で、M の余接空間の非交和である。定義により、多様体 M が平行化可能 (parallelizable) であることと接束が自明であることは同値である。定義により、多様体 M が 枠付き であることと接束 TM が stably trivial、すなわちある自明束 E に対しホイットニー和 (Whitney sum) TM ⊕ E  が自明であることは同値である。例えば、n 次元球面 Sn はすべての n に対して枠付きであるが、（Bott-Milnor と Kervaire の結果によって）n = 1, 3, 7 に対してのみ平行化可能である。

## 役割
接束の主な役割の1つは滑らかな関数の微分の定義域と終域を提供することである。すなわち、M と N を滑らかな多様体として、f: M → N が滑らかな写像であれば、その微分 は滑らかな写像 Df: TM → TN である。

## 位相と滑らかな構造
接束には自然な位相（非交和位相ではない）が入り、それ自身多様体になる。TM の次元は M の次元の 2 倍である。
n 次元多様体の各接空間は n 次元ベクトル空間である。U が M の開可縮部分集合であれば、TU から U × Rn への微分同相であって各接空間 TxU から {x} × Rn への線型同型に制限するものが存在する。しかしながら、多様体として、TM は積多様体 M × Rn に微分同相なわけではない。それが  M × Rn の形であるときには、接束は自明である (trivial) という。自明な接束は通常 'compatible な群構造' を伴った多様体に対して起こる。例えば、多様体がリー群のケース。単位円の接束は自明である、なぜならばそれは（積と自然な微分構造のもとで）リー群であるからだ。しかしながら自明な接束をもったすべての空間がリー群というのは正しくない。自明な接束をもった多様体を平行化可能と呼ぶ。多様体が局所的にユークリッド空間でモデルされるのとちょうど同じように、接束は U × Rn 上で局所的にモデルされる、ただし U はユークリッド空間の開部分集合である。
M が滑らかな n 次元多様体であれば、それはチャート (Uα, φα) のアトラスをもつ、ただし Uα は M の開集合で
{\displaystyle \phi _{\alpha }\colon U_{\alpha }\to \mathbf {R} ^{n}}
は微分同相である。U 上のこれらの局所座標は TxM と Rn の間の同型を各 x ∈ U に対して生じる。そうすると写像
{\displaystyle {\widetilde {\phi }}_{\alpha }\colon \pi ^{-1}(U_{\alpha })\to \mathbf {R} ^{2n}}
を
{\displaystyle {\widetilde {\phi }}_{\alpha }(x,v^{i}\partial _{i}):=(\phi _{\alpha }(x),v^{1},\cdots ,v^{n})}
によって定義できる。これらの写像を TM の位相と滑らかな構造を定義するのに使う。TM の部分集合 A が開であることと
{\displaystyle {\widetilde {\phi }}_{\alpha }(A\cap \pi ^{-1}(U_{\alpha }))}
が R2n において各 α に対して開であることは同値である。するとこれらの写像は TM の開部分集合と R2n の間の同相写像でありしたがって TM の滑らかな構造のチャートとして仕える。{\displaystyle \pi ^{-1}(U_{\alpha }\cap U_{\beta })} で重なるチャート上の変換関数は伴う座標変換からヤコビ行列から誘導され、したがって R2n の開部分集合の間の滑らかな写像である。
接束はベクトル束（これはそれ自身ファイバー束の特別な種類である）と呼ばれるより一般的な構造の例である。明示的に書くと、n 次元多様体 M への接束は、変換関数が伴う座標変換のヤコビアンによって与えられる、M 上のランク n のベクトル束として定義できる。

## 例
最も簡単な例は Rn の例である。この場合接束は自明である。
別の簡単な例は単位円 S1 である（上の絵を見よ）。円の接束も自明であり S1 × R に同型である。幾何学的には、これは高さ無限の円柱である。
容易に視覚化できる接束は実数直線 R と単位円 S1 の接束だけであり、これらはどちらも自明である。2 次元多様体に対して接束は 4 次元でありしたがって視覚化するのは難しい。
非自明な接束の簡単な例は単位球面 S2 の接束である。この接束はつむじ頭の定理によって非自明である。したがって、球面は parallelizable でない。

## ベクトル場
接ベクトルの多様体の各点への滑らかな割り当てはベクトル場 (vector field) と呼ばれる。具体的には、多様体 M 上のベクトル場は滑らかな写像
{\displaystyle V\colon M\to TM}
であって、Vx と表記される x の像が x における接空間 TxM にあるようなものである。ファイバー束の言葉でいえば、そのような写像は断面 (section) と呼ばれる。M 上のベクトル場はしたがって M の接束の断面である。
M 上のすべてのベクトル場の集合は Γ(TM) によって表記される。ベクトル場は点ごとに足し合わせることができ
{\displaystyle (V+W)_{x}=V_{x}+W_{x}}
M 上の滑らかな関数を掛けることができ
{\displaystyle (fV)_{x}=f(x)V_{x}}
別のベクトル場を得る。するとすべてのベクトル場の集合 Γ(TM) は M 上の滑らかな関数の可換環、C∞(M) と表記される、上の加群の構造をもつ。
M 上の局所ベクトル場は接束の局所断面 (local section) である。つまり、局所ベクトル場は M のある開集合 U 上でだけ定義され、U の各点に伴う接束のベクトルを割り当てる。M 上の局所ベクトル場全体の集合は M 上の実ベクトル空間の層として知られている構造をなす。

## 高次の接束
接束 TM はそれ自身滑らかな多様体であるから、二次の接束が接束の構成を繰り返し適用することで定義できる：
{\displaystyle T^{2}M=T(TM).}
一般に、k 次の接束 TkM が再帰的に {\displaystyle T(T^{k-1}M)} として定義できる。
滑らかな写像 f: M → N は誘導される微分をもち、接束はその適切な定義域と終域である Df : TM → TN.  同様に、高次の接束は高次の微分 {\displaystyle D^{k}f:T^{k}M\to T^{k}N} の定義域と終域を提供する。
異なるが関連した構成は多様体上のジェットバンドル (jet bundle) である。これはジェットからなるバンドルである。

## 接束上の自然なベクトル場
各接束 TM 上、それを多様体と考えて、各点における接空間上の対角写像として自然なベクトル場 (canonical vector field) V: TM → TTM を定義できる。これは可能であるのはベクトル空間 W の接空間は自然に積 {\displaystyle TW\cong W\times W} であることによる。ベクトル空間自身は平坦でありしたがってこの積の構造のもとで {\displaystyle w\mapsto (w,w)} によって与えられる自然な対角写像 {\displaystyle W\to TW} をもつ。この積の構造を各点で接空間に適用し大域化することで自然なベクトル場が生じる。インフォーマルには、多様体 M が曲がっていたとしても、点 m における各接空間 {\displaystyle T_{m}M\approx \mathbf {R} ^{n}} は平坦であるので、接束多様体 TM は局所的に曲がった M と平坦な {\displaystyle \mathbf {R} ^{n}} の積である。したがって接束の接束は局所的に（{\displaystyle \approx } を"座標の選択"に、{\displaystyle \cong } を"自然な同一視"に使って）：
{\displaystyle T(TM)\approx T(M\times \mathbf {R} ^{n})\cong TM\times T(\mathbf {R} ^{n})\cong TM\times (\mathbf {R} ^{n}\times \mathbf {R} ^{n})}
そして写像 {\displaystyle TTM\to TM} は第一座標の上への射影である：
{\displaystyle (TM\to M)\times (\mathbf {R} ^{n}\times \mathbf {R} ^{n}\to \mathbf {R} ^{n}).}
最初の写像を零切断を通じて、および二番目の写像を対角写像によって分解することで自然なベクトル場が生まれる。
(x, v) が TM の局所座標であれば、ベクトル場は表現
{\displaystyle V=\sum _{i}\left.v^{i}{\frac {\partial }{\partial v^{i}}}\right|_{(x,v)}}
をもつ。より具体的に書けば、{\displaystyle (x,v)\mapsto (x,v,0,v)} —前二つの座標が変わらないのは、ベクトル場が接束の切断であり、この二つの座標が表す点が底空間の点であることによる：後ろ二つの座標は切断そのものである。ベクトル場のこの表現は v のみにより x によらないことに注意しよう。接線の向きだけが自然に同一視できるからである。
別な定義の仕方として、スカラー乗法を与える写像を考える：
{\displaystyle {\begin{cases}\mathbf {R} \times TM\to TM\\(t,v)\longmapsto tv\end{cases}}}
R 成分の変数関する時刻 t = 1 におけるこの関数の微分は関数 V: TM → TTM であり、これは自然なベクトル場の別の記述である。
TM 上のそのようなベクトル場の存在は余接束上の自然 1-形式 に類似である。ときどき V はまたリュービルベクトル場 (Liouville vector field) あるいは 動径ベクトル場 (radial vector field) と呼ばれる。V を使って接束を特徴づけることができる。本質的に、V は 4 つの公理で特徴づけることができ、多様体がこれらの公理を満たすベクトル場をもてば、多様体は接束でありベクトル場はその上の自然なベクトル場である。例えば De León et al. を見よ。

## 持ち上げ
M の対象を TM の対象に持ち上げる様々な方法がある。例えば、c が M の曲線であれば、c' （c の接線）は TM の曲線である。対照的に、M についてさらに仮定をしないと（例えばリーマン計量）、余接束への同様のリフトは存在しない。
関数 f: M → R の垂直リフト (vertical lift) は {\displaystyle f^{v}=f\circ \pi } によって定義される関数 fv: TM → R である、ただし π: TM → M は自然な射影である。